# 山崎佐

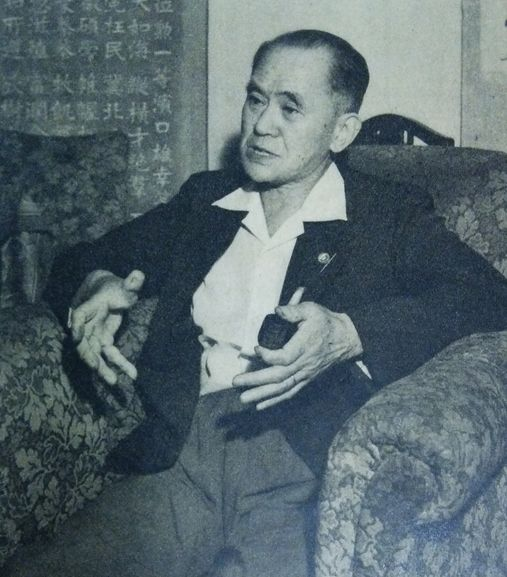
1952年

山崎 佐（やまざき たすく、1888年7月5日 - 1967年7月30日）は、日本の弁護士、医事法制学を創始。

## 経歴
千葉県君津郡木更津町の医家に生まれ。1913年、東京帝国大学法科大学独法科卒業。司法官となり、地方裁判所民、刑事部を経て予審判事となり、東京地方裁判所予審判事として首相原敬を暗殺した中岡艮一の審理、荒畑寒村らの治安警察法違反事件などを手がけた。更に控訴院判事となったが、1922年、官を辞して弁護士を開業、医事専門の弁護士に転じた。
東京帝国大学、九州帝国大学など多くの大学で医事法制を教え、医学部講師を務めたことがある九州帝国大学で、1931年3月に医学博士の学位の申請を行い教授会を通過したが文部省が12月23日まで承認しないということがあった。
さらに医史学を研究。1942年から1953年まで日本医史学会理事長を務めた。1951年、「江戸期前日本医事法制の研究」で日本大学法学博士。日本弁護士連合会会長などを歴任。

### 山崎文庫
山崎佐の父および兄が順天堂内科に入局したことがあり、山崎佐と当時の学長との親交により全蔵書を寄贈した。文庫は順天堂大学の酒井シヅ教授担当の医史学教室の管轄となり、『山崎文庫目録』（1969年）が刊行され公開活用されている。

## 著書
- 『医師法医師会法釈義』奨進医会〈医事法律叢書 第1編〉、1914年。
- 『医事刑罰法釈義』奨進医会〈医事法律叢書 第2編〉、1915年。
- 『医料権論鈔』国家医学会、1915年。
- 『袖珍医家法規摘要』（山崎佐 編）南江堂、1916年。
- 『医事法制学』克誠堂書店、1920年。
- 『医業と法律 第1輯』克誠堂書店、1917年。
- 『医業と法律 第2輯』克誠堂書店、1917年。
- 『医業と法律 第3輯』克誠堂書店、1918年。
- 『医業と法律 第4輯』克誠堂書店、1921年。
- 『医業と法律 第5輯』克誠堂書店、1923年。
- 『医業と法律 第6輯 伝染病予防法規の話』克誠堂書店、1928年。
- 『医業と法律 第7輯 医業と社会との交渉』克誠堂書店、1934年。
- 『医業と法律 第8輯 醫制問答』克誠堂書店、1938年。
- 『医業と法律 第9輯 医療制度の追憶と進化』克誠堂書店、1940年。
- 『日本疫史及防疫史』克誠堂書店、1931年。
- 『医療規約研究』日本医師協会事務所、1931年。
- 『臨牀医学講座 第4輯 医事法制の誤り易き諸点』金原商店、1935年。
- 『医師・歯科医師診療所解説 : 衛生局囘答引照』克誠堂書店、1937年。
- 『法曹瑣談』文光堂、1937年。
- 『臨牀医学講座 第74輯 医療過誤』金原商店、1937年。
- 『医業と法律 第8輯 医制問答』克誠堂書店、1938年。
- 『温故知新医事談叢』日本臨牀社東京支局、1948年。
- 『最新医事法規』（山崎佐 編修）文光堂書店、1948年。
- 『江戸期前日本医事法制の研究』中外医学社、1953年。
- 『各藩医学教育の展望』国土社、1955年。
- 『日本調停制度の歴史』日本調停協会連合会〈調停シリーズ 第1巻〉、1957年。

### 論文、雑誌
- 「福井藩種痘の由来（1）笠原白翁のこと」『日本医師会雑誌』第43巻第8号、日本医師会、1960年4月30日、722-728頁。
- 「福井藩種痘の由来（2）笠原白翁のこと」『日本医師会雑誌』第43巻第9号、日本医師会、1960年5月5日、783-790頁。
- 「福井藩種痘の由来（3）笠原白翁のこと」『日本医師会雑誌』第43巻第10号、日本医師会、1960年5月15日、843-848頁。
- 「お玉ヶ池種痘所（1）」『日本医史学雑誌』第1329巻、日本医史学会、1944年7月、186-195頁。
- 「お玉ヶ池種痘所（2）」『日本医史学雑誌』第1330巻、日本医史学会、1944年8月、186-195頁。
- 「お玉ヶ池種痘所（3）」『日本医史学雑誌』第1331巻、日本医史学会、1944年9月、203-209頁。
- 「お玉ヶ池種痘所（4）」『日本医史学雑誌』第1332巻、日本医史学会、1944年10月、234-241頁。
- 「お玉ヶ池種痘所（5）」『日本医史学雑誌』第1333巻、日本医史学会、1944年11月、256-264頁。

### CiNii
- CiNii 山崎佐

## 関連書籍
- 『山崎文庫目録』順天堂大学図書館、1969年。
- 江尻進 編『思い出に綴られる山崎佐の生涯』江尻進、1968年。 - 編者の江尻は山崎の娘婿で[8]、元同盟通信社ベルリン支局長[9]。

## 参考
- デジタル版日本人名大事典・コトバンク: